# مارك فيلبس
مارك فيلبس (بالإنجليزية: Mark Phelps)‏ هو مدرب كرة سلة أمريكي، ولد في 22 يناير 1966 في دايتون في الولايات المتحدة.